# Isabelle Candelier
Isabelle Candelier (Albi, 12 giugno 1963) è un'attrice francese.

## Biografia
Originaria della regione di Montpellier, Candelier ha studiato dapprima al Conservatorio di Montpellier per poi trasferirsi nella capitale e proseguire al Conservatorio nazionale d'arte drammatica di Parigi, sotto la guida di Michel Bouquet e Daniel Mesguich. Ha iniziato la sua carriera verso la seconda metà degli anni ottanta. Ha lavorato con grandi registi del calibro di Albert Dupontel, Ridley Scott e Danièle Thompson. Attrice prediletta di Bruno Podalydès, ha recitato in gran parte dei suoi film, come Dieu seul me voit (1998), Il mistero della camera gialla (2003), Le Parfum de la dame en noir (2005), Bancs publics (2009), Bécassine! (2018) e Les Deux Alfred (2021).

## Filmografia parziale
- Moitié-moitié, regia di Paul Boujenah (1988)
- Chimere, regia di Claire Devers (1989)
- Tragica conseguenza (Coma), regia di Denys Granier-Deferre (1994)
- Vincent - Una vita dopo l'altra (Deuxième Vie), regia di Patrick Braoudé (2000)
- Che fame! (J'ai faim !!!), regia di Florence Quentin (2001)
- Effroyables jardins - I giardini crudeli della vita (Effroyables jardins), regia di Jean Becker (2003)
- Il mistero della camera gialla (Le mystère de la chambre jaune), regia di Bruno Podalydès (2003)
- Il patto del silenzio (Le Pacte du silence), regia di Graham Guit (2003)
- Un'ottima annata - A Good Year (A Good Year), regia di Ridley Scott (2006)
- Gemma Bovery, regia di Anne Fontaine (2014)
- Petit paysan - Un eroe singolare (Petit paysan), regia di Hubert Charuel (2017)
- Lune de miel, regia di Élise Otzenberger (2019)
- Notre dame, regia di Valérie Donzelli (2019)
- Les Blagues de Toto, regia di Pascal Bourdiaux (2020)
- Les Deux Alfred, regia di Bruno Podalydès (2020)
- Wahou!, regia di Bruno Podalydès (2023)
- Les Blagues de Toto 2: Classe verte, regia di Pascal Bourdiaux (2023)
- La Petite Vadrouille, regia di Bruno Podalydès (2024)
- La misura del dubbio (Le Fil), regia di Daniel Auteuil (2024)
- Franklin, regia di Tim Van Patten – miniserie TV, 4 puntate (2024)
- Étoile - serie TV, 5 episodi (2025)